# Ghasantschezoz-Kathedrale
Die Ghasantschezoz-Kathedrale (armenisch Ղազանչեցոց Եկեղեցի), eigentlich Kathedrale Christi des Heiligen Retters (Ղազանչեցոց Սուրբ Ամենափրկիչ Մայր Տաճար) oder Schuschi-Kathedrale (Շուշիի Մայր Տաճար), ist eine armenische Kirche aus dem 19. Jahrhundert in Schuscha, Aserbaidschan.
Die Kathedrale besteht aus einem freien Kreuz mit vier Apsiden, in denen von Armen Hakobian entworfene Skulpturen eingebaut sind, die so dargestellt sind, als ob sie Musikinstrumente spielen würden.

## Geschichte

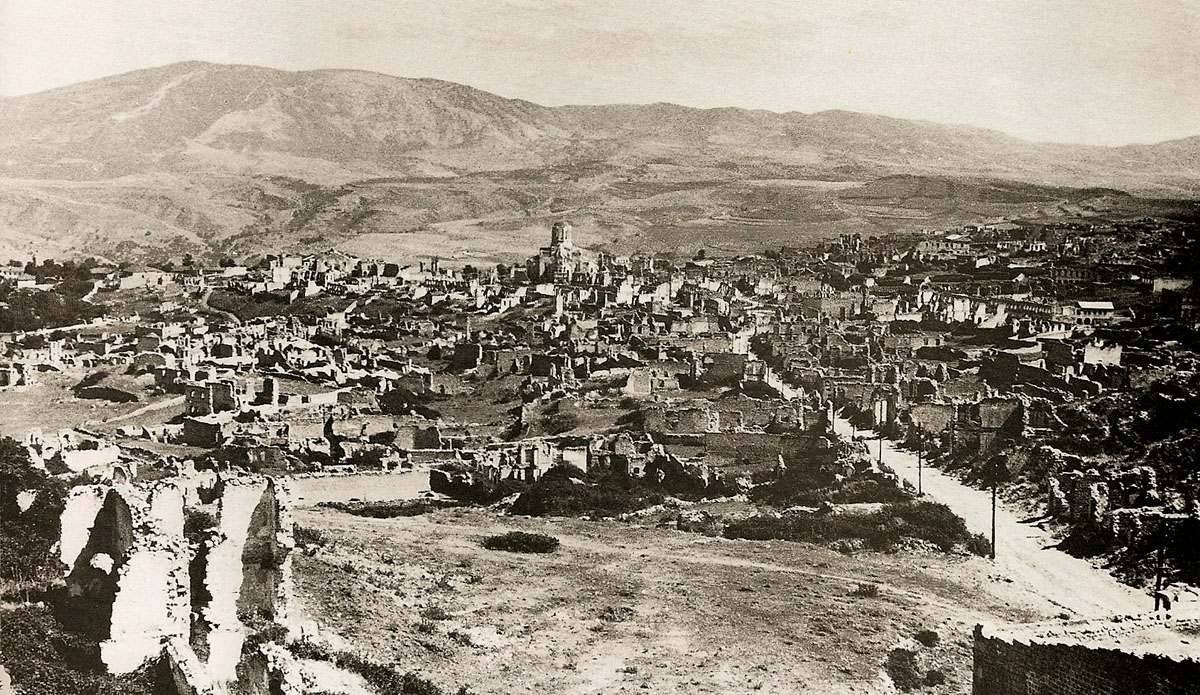
Ruinen der armenischen Hälfte von Schuschi nach der Zerstörung der Stadt durch die aserbaidschanische Armee 1920. Im Zentrum die zerstörte Kathedrale.

Die Ghasantschezoz-Kathedrale wurde zwischen 1868 und 1887 erbaut und hat eine Fassade aus weißem Kalkstein. Der Architekt Simon Ter-Hakobyan wollte die Kathedrale von Etschmiadsin nachempfinden. Vor dem Westeingang steht ein freistehender dreistöckiger Glockenturm, erbaut im Jahre 1858. Große Statuen von Trompete spielenden Engeln stehen an jeder Ecke des zweiten Stockes des Glockenturms. Es handelt sich um Nachbildungen der ursprünglichen Figuren, die während des Bergkarabachkrieges zerstört wurden, als Schuschi zunächst gewaltsam unter aserbaidschanische Kontrolle geriet.

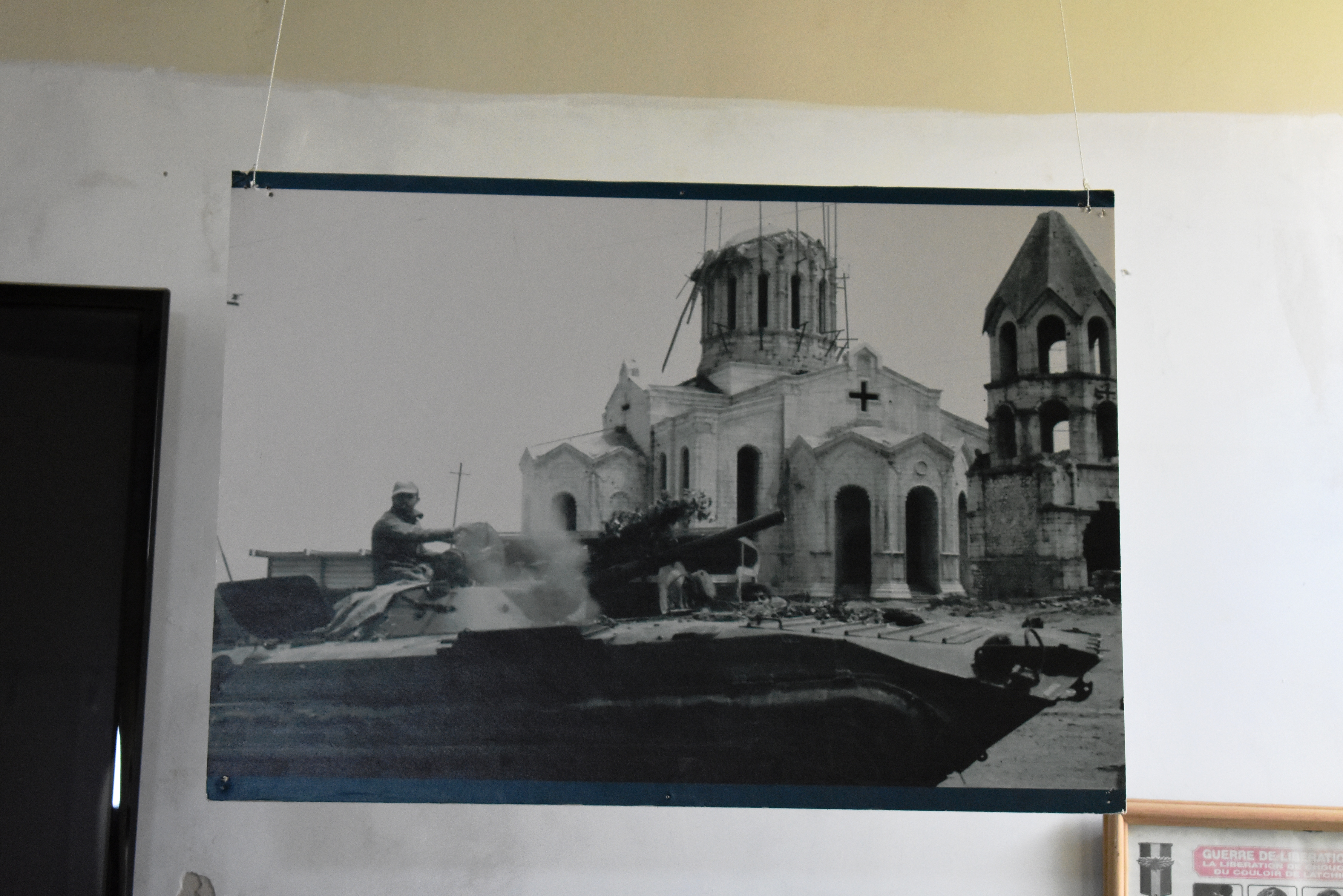
Die Ghasantschezoz-Kathedrale Schuscha als aserbaidschanisches GRAD-Munitionslager, kurz nach dem armenischen Sieg 1992, hinter einem armenischen Panzer

Die Kathedrale durchlebte über die Jahre verschiedene Zweckentfremdungen. Ihre Nutzung als Kirche endete nach dem Pogrom von Schuschi im März 1920. Während der sowjetischen Periode wurde sie erst als Getreidespeicher und dann als Garage genutzt. Während des Bergkarabachkonflikts ab 1989 nutzten aserbaidschanische Kräfte die Kathedrale als Lagerhaus für GRAD-Munition, und beschädigten sie bis Mai 1992, als Schuscha durch armenische Separatisten eingenommen wurde.

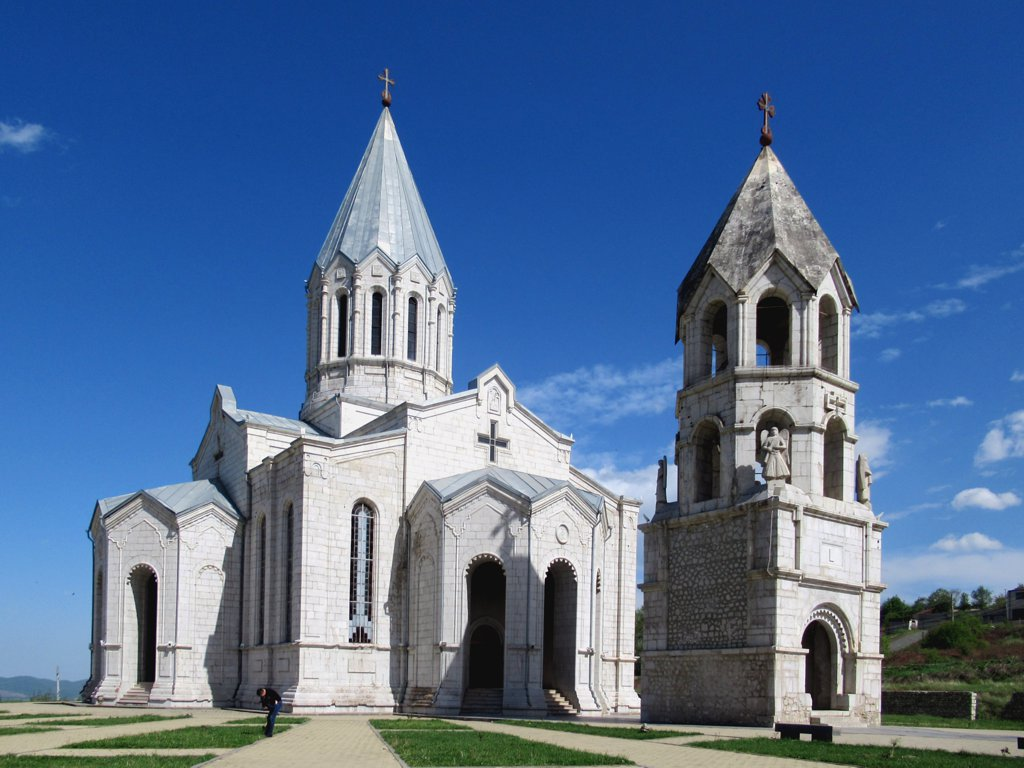
Ursprünglicher Zustand im Mai 2017

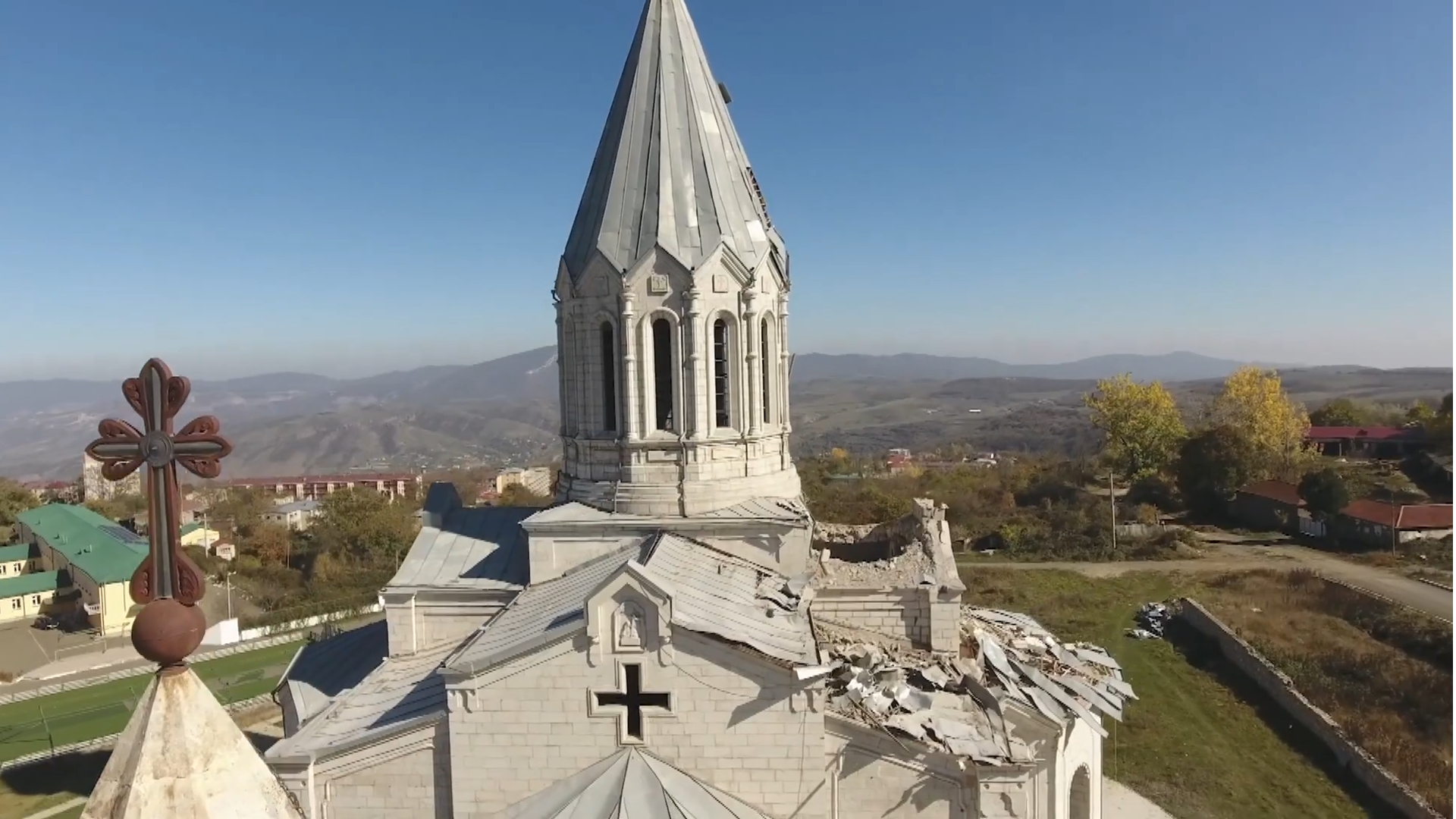
Die Ghasantschezoz-Kathedrale nach zwei Treffern aserbaidschanischer Raketen, kurz vor der Eroberung Schuschas

In den Jahren nach der Einnahme durch die Armenier wurde die Kirche repariert und renoviert. Die Nachbildungen der Engelstatuen wurden handgefertigt, um die zerstörten Originale zu ersetzen. Ein solcher Engel bildet einen Bestandteil des Wappens von Schuscha. Im Jahre 1998 wurde die Kirche erneut geweiht und diente nunmehr als die Kathedrale der Eparchie Arzach der armenisch-apostolischen Kirche. Am 7. April 2019 wurde die neue Kathedrale des Bistums geweiht, die Mariä-Schutz-und-Fürbitte-Kathedrale in Stepanakert.
Im Krieg um Bergkarabach 2020 wurde die Kathedrale am 8. Oktober zweimal von aserbaidschanischen Truppen unter Beschuss genommen und dabei schwer beschädigt – ins Kirchendach wurde ein großes Loch gerissen. Human Rights Watch wertete den Angriff Aserbaidschans auf die Kirche als mögliches Kriegsverbrechen. Schuscha wurde Anfang November von aserbaidschanischen Truppen erobert, während Stepanakert beim Waffenstillstand am späten Abend des 9. November 2020 den Karabach-Armeniern verblieb. So ist die Stepanakerter Kathedrale die einzige, die dem Bistum Arzach verbleibt. Im Mai 2021 wurde berichtet, dass die Turmhaube der beschädigten Kirche abgetragen worden sei, was Befürchtungen der Armenier bestärkte, dass Aserbaidschan Zeugnisse der armenischen Kultur im eroberten Gebiet zerstöre. Die aserbaidschanische Regierung erwiderte, die Kirche werde rekonstruiert und in ihren ursprünglichen Zustand versetzt.

## Galerie

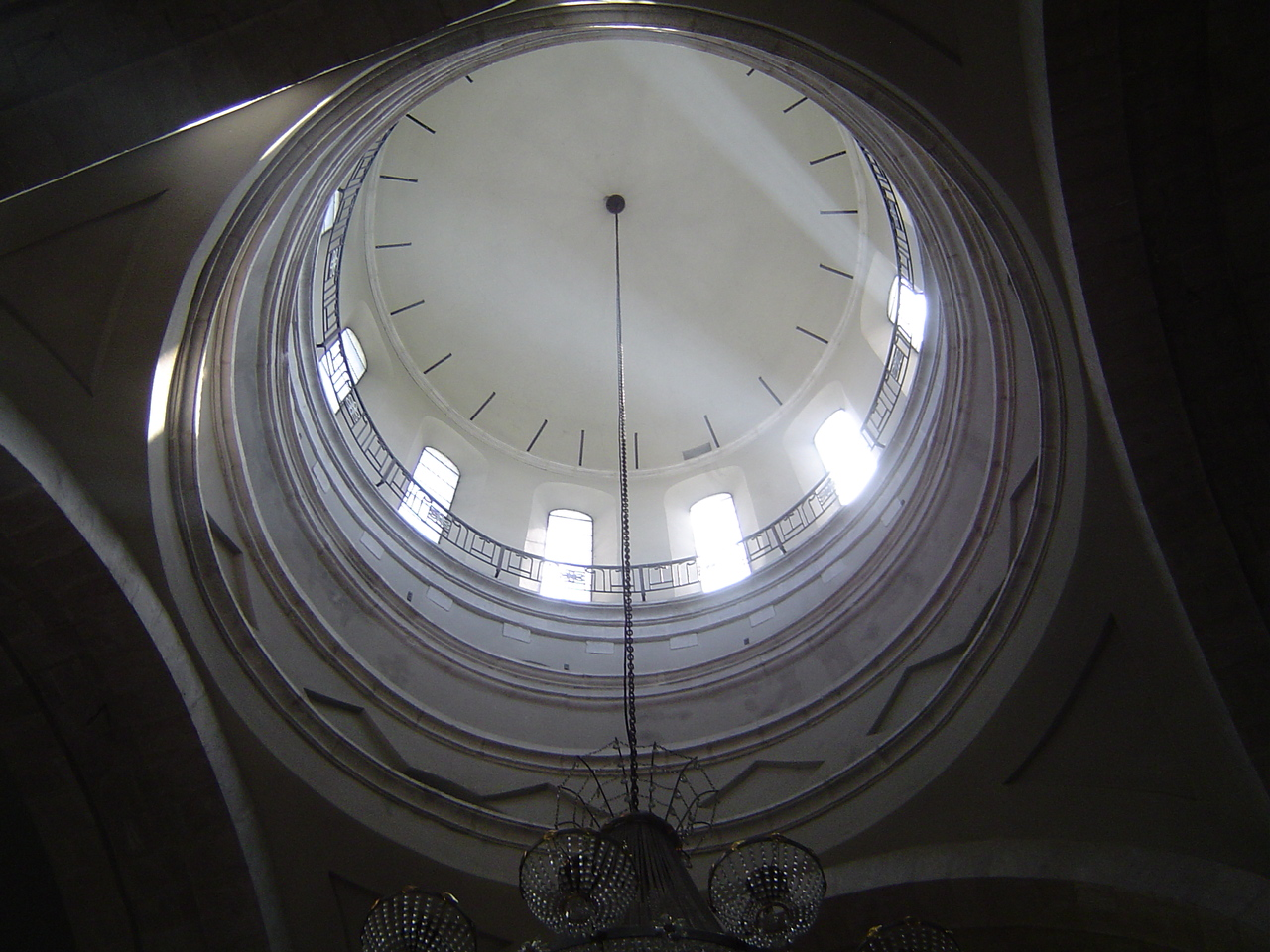
Blick in die Kuppel
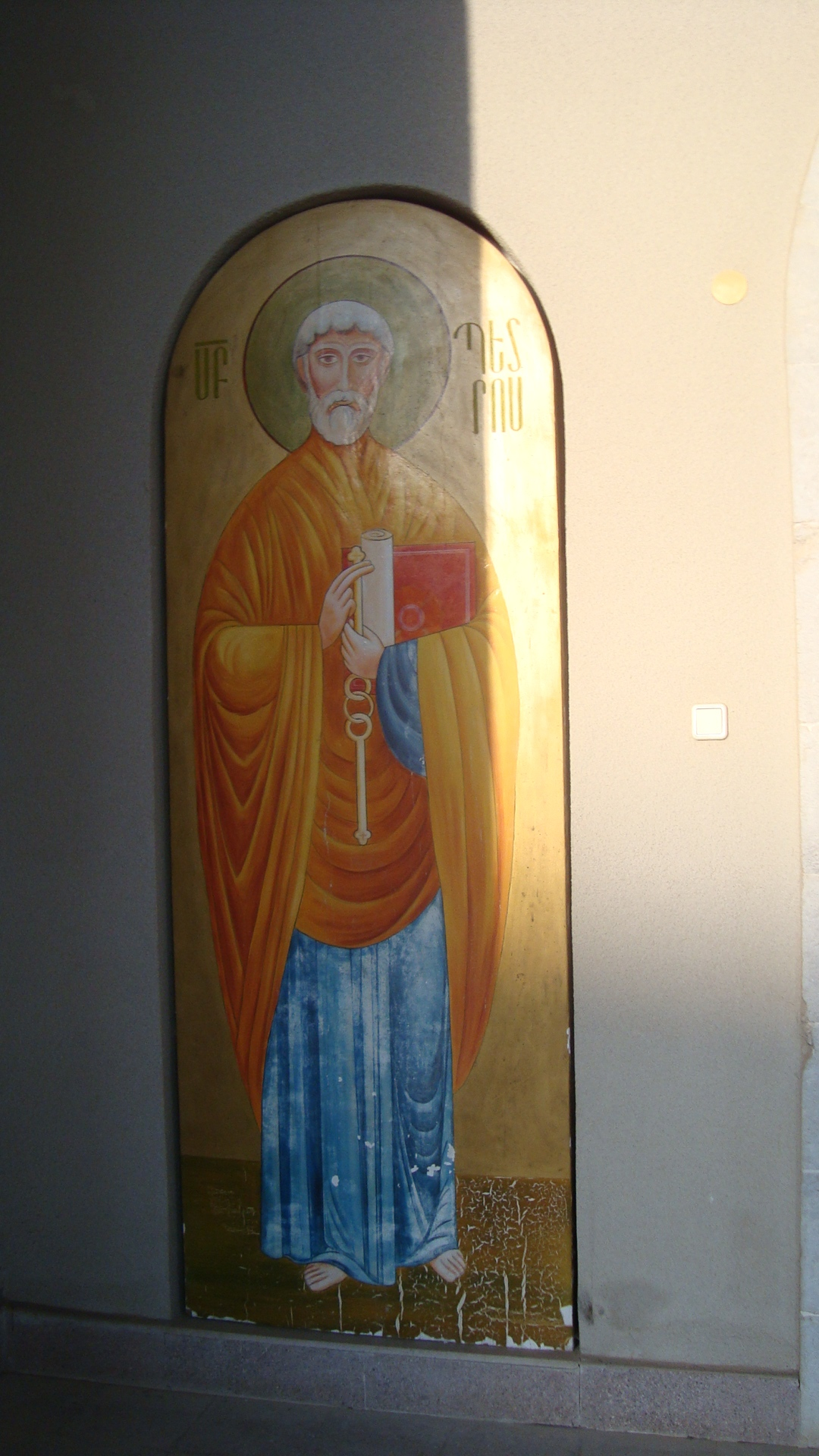
Ein Bild Sankt Petri
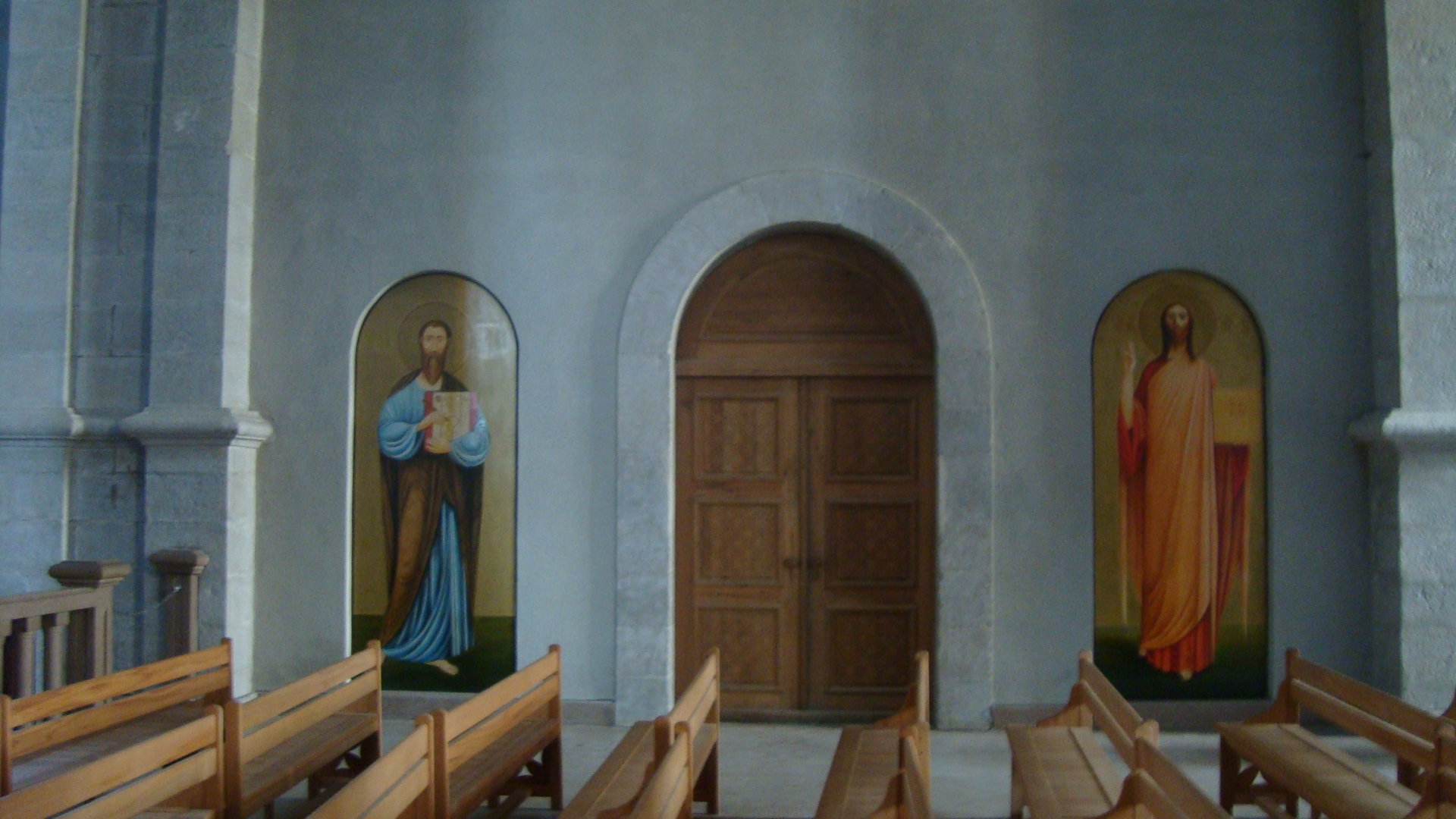
Bänke der Kathedrale
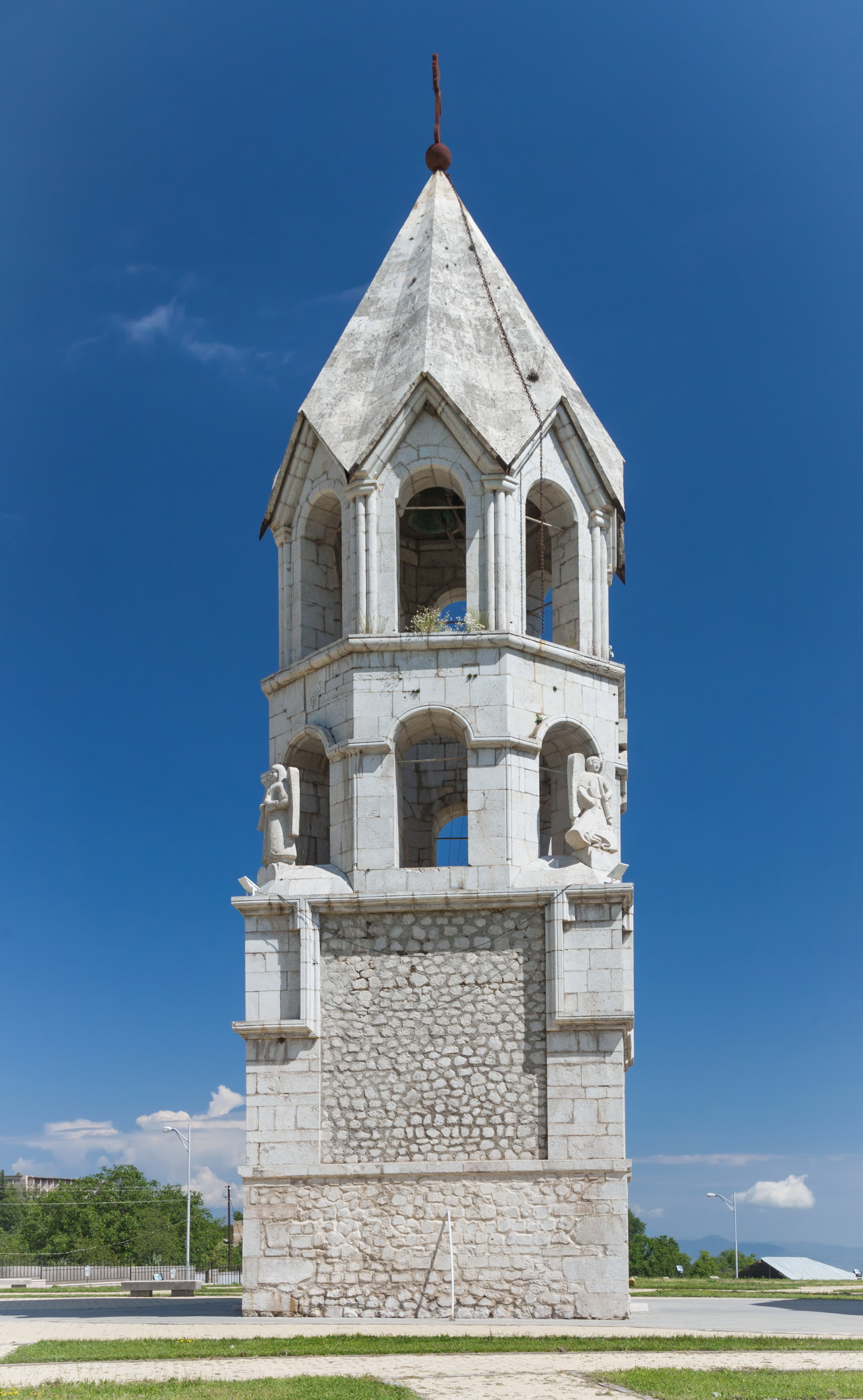
Glockenturm
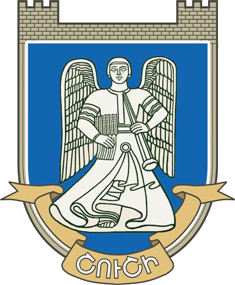
Trompete spielender Engel der Ghasantschezoz-Kathedrale als Teil des Stadtwappens von Schuschi